# Dracula (série de televisão)
Dracula é uma série de televisão do gênero drama produzida pela Carnival Films para a NBC e Sky Living. Criada por Cole Haddon como uma releitura do livro Drácula de Bram Stoker e estrelada por Jonathan Rhys Meyers, estreou em 25 de outubro de 2013. Dan Knauf, criador da série da HBO Carnivàle, contribui como escritor e diretor, em colaboração com Haddon.
A produção da série iniciou em fevereiro/março de 2013 em Budapeste, com dez episódios na primeira temporada. A NBC anunciou em maio de 2014 que a série não seria renovada.

## Sinopse
A série mostra a chegada de Drácula a Londres, se apresentando como o empresário americano Alexander Grayson, que deseja trazer a ciência moderna para a sociedade vitoriana. Na verdade, ele apenas busca vingança das pessoas que destruíram sua vida séculos atrás. Mas surge um imprevisto que pode atrapalhar seus planos: ele encontra uma mulher que aparenta ser a reencarnação de sua finada esposa Ilona. 

## Elenco

### Principal
- Jonathan Rhys Meyers como Drácula[5] / Alexander Grayson
- Jessica De Gouw como Mina Murray / Ilona
- Oliver Jackson-Cohen como Jonathan Harker
- Thomas Kretschmann como Abraham Van Helsing[6]
- Katie McGrath como Lucy Westenra
- Nonso Anozie como R.M. Renfield
- Victoria Smurfit como Lady Jane[7]

### Recorrente
- Ben Miles como Browning
- Robert Bathurst como Lord Davenport
- Matt Barber como Campbell[8]
- Michael Nardone como Hermann Kruger
- Tamer Hassan como Kaha Ruma/The Moroccan[9]